# Henrique de Mayenne
Henrique de Lorena, duque de Mayenne ou apenas Henrique de Mayenne (em francês:  Henri de Mayenne; Dijon, 20 de dezembro de 1578 Montauban, 20 de setembro de 1621), era um nobre francês que pertenceu à corte de Henrique IV e, depois, de Luís XIII.

## Biografia
Filho mais velho de Carlos de Guise, duque de Mayenne, e de Henriqueta de Saboia-Villars, filha de Honorato II de Saboia, marechal de Villars. Era membro da Casa de Guise, o ramo colateral francês da Casa de Lorena, dinastia dos soberanos da Lorena. O seu pai era o filho mais novo de Henrique I de Guise, assassinado pelo rei Henrique III de França, em 1588.
Henrique foi barão duque de Aiguillon em 1599 e torna-se, com a morte de seu pai em 1611, duque de Mayenne, marquês de Villars, conde de Maine, de Tende e de Sommerive. Foi igualmente Par de França e herdou a residência familiar em Paris, o Hôtel de Mayenne.
Henrique assiste à sagração do rei Luís XIII de França. Em 1621, ele foi morto nas trincheiras do cerco de Montauban, com um tiro de mosquete num olho. Ele foi sepultado na igreja de Carmes de Aiguillon.
Ele casara, em Soissons, em fevereiro de 1599, com Henriqueta de Gonzaga-Nevers (1571-1601), filha de Luís Gonzaga, duque de Nevers e de Rethel, e de Henriqueta de Nevers, mas não houve descendência deste casamento.
Henrique foi sucedido nos seus títulos pelo seu sobrinho, Carlos de Gonzaga-Nevers, filho de Catarina de Mayenne.